# Punta di diamante
Punta di diamante è un termine utilizzato in araldica per le gioie o pietre lavorate o grezze a guisa di piramide bassa. Così anche nelle scacchiere e nei bugnati di edifizi.